# 112339 Pimpa
112339 Pimpa este o planetă minoră (asteroid) din centura de asteroizi. A fost descoperită pe 11 iulie 2002 la  de . 
Obiectul prezintă o orbită caracterizată de o semiaxă mare de 3,117905454259 UAi, o excentricitate de 0,097421090468799, o înclinație de 1,7918425150516 ° în raport cu ecliptica.